# Божурово (Разградська область)
Божу́рово (болг. Божурово) — село в Разградській області Болгарії. Входить до складу общини Кубрат.

## Населення
За даними перепису населення 2011 року у селі проживали 420 осіб.
Національний склад населення села:
| Національність   | Кількість осіб | Відсоток |
| ---------------- | -------------- | -------- |
| турки            | 274            | 79,9%    |
| болгари          | 60             | 17,5%    |
| цигани           | 4              | 1,2%     |
| Всього відповіли | 343            |          |

Розподіл населення за віком у 2011 році:
Динаміка населення: